# Hrabstwo Taylor (Georgia)

Piramida wieku hrabstwa

Hrabstwo Taylor (ang. Taylor County) – hrabstwo w stanie Georgia, w Stanach Zjednoczonych. Według spisu w 2020 roku liczy 7816 mieszkańców, w tym 36% to Afroamerykanie. Z gęstością 7,9 os./km² należy do najsłabiej zaludnionych hrabstw Georgii. Jego siedzibą administracyjną jest Butler.
Hrabstwo zostało założone w 1852 roku. Nazwa hrabstwa pochodzi od nazwiska Josiah Zachary Taylor (1784–1850), dwunastego Prezydenta Stanów Zjednoczonych, gubernatora Georgii.

## Geografia
Według spisu z 2010 obszar całkowity hrabstwa obejmuje powierzchnię 379,61 mil2 (983 km²), z czego 377,44 mil2 (978 km²) stanowią lądy, a 2,17 mil2 (5 km²) stanowią wody. 

### Miejscowości
- Butler
- Howard (CDP)
- Reynolds

### Sąsiednie hrabstwa
- Hrabstwo Upson (północ)
- Hrabstwo Crawford (północny wschód)
- Hrabstwo Peach (wschód)
- Hrabstwo Macon (południowy wschód)
- Hrabstwo Schley (południe)
- Hrabstwo Marion (południowy zachód)
- Hrabstwo Talbot (północny zachód)

## Polityka
Hrabstwo jest przeważająco republikańskie, gdzie w wyborach prezydenckich w 2020 roku, 63% głosów otrzymał Donald Trump i 36,1% przypadło dla Joe Bidena. 